# Cartierul Miorița, Făgăraș
Miorița este un cartier rezidențial al Municipiului Făgăraș din județul Brașov, Transilvania, România.